# Adam Arndtsen
Adam Frederik Oluf Arndtsen, född 15 december 1829 på ön Alsten i Helgeland, Nordland, död 7 augusti 1919 i Oslo, var en norsk fysiker.
Arndtsen blev candidatus medicinæ 1854, var universitetsstipendiat i fysik 1856–67, docent 1873–74 och direktör för Norges justeringsväsende 1875–1914. Tillsammans med Ole Jacob Broch och Carl Frederik Fearnley utarbetade han 1875 den vetenskapliga grundvalen för det norska justeringsväsendets övergång till metersystemet. Arndtsen skrev många vetenskapliga avhandlingar och betänkanden, av vilka tre belönades med guldmedalj, några läroböcker och andra skrifter i fysik samt Elektrotherapi, kort og praktisk fremstillet (1872) och 11 Forelæsninger over mekanisk varmelære (1875).